# Киршен, Яаков
Яаков (Джерри) Ки́ршен (англ. Yaakov (Jerry) Kirschen; 8 марта 1938, Нью-Йорк, Нью-Йорк — 14 апреля 2025) — израильский карикатурист, политический аналитик и блогер, автор известного комикса Dry Bones (рус. Сухие кости), публикуемого под этим названием с 1973 года англоязычной газетой «Джерузалем Пост», и других проектов.

## Биография
(в том числе, по)
Джерри Киршен родился 8 марта 1938 года, вырос в Бруклине (Нью Йорк, США). В 1961 году окончил учёбу в Queen’s College (англ.) Университета г. Нью-Йорк, получив специальность художника.
Некоторое время работал независимо, рисовал юмористические открытки, карикатуры и клипы для мультфильмов. Его работы включены в несколько списков «Best Of» антологии журнала Playboy.
В 1968 году карикатурист журнала «Playboy» стал активистом борьбы против войны во Вьетнаме, основал местный клуб демократической партии. В том же году Дж. Киршен был избран делегатом Съезда Демократической партии в Чикаго в преддверии президентских выборов в США. В это же время он начал рисовать карикатуры для еврейских студенческих газет, позже распространявшиеся Пресс-службой еврейских студентов.
В 1971 году вместе с женой и тремя дочерьми репатриировался в Израиль, где сменил своё имя на Яаков.

## Профессиональная и общественная деятельность
(в том числе, по)
Через два года после приезда Я. Киршен начал вести колонку комиксов «Dry Bones» в газете «Джерузалем Пост». В январе 2013 года «Dry Bones» исполнилось 40 лет.
Название серии «Dry Bones» (как и одноимённого проекта Я. Киршена) относится к видению «Долина сухих костей» в Книге Пророка Иезекииля (37:1-14):

Как полицейский художник в своём эскизе пытается изобразить то, что описано свидетелем, так и карикатурист, подобно Иезекиилю, должен сделать всё возможное, чтобы описать то, что он увидел сам.— Я. Киршен
В своей серии карикатур Я. Киршен предлагал актуальные комментарии к событиям в Израиле и в жизни евреев за его пределами, и к отклику на них в остальном мире.
Комикс «Dry Bones» был переиздан и цитируется такими изданиями, как New York Times, Time Magazine, Sunday Times The Wall Street Journal, The Guardian, LA Times, AP, CBS, CNN и Forbes; в США карикатуры Я. Киршена регулярно публикуются на основе печатной синдикации «Cagle Post — Political Cartoons & Commentary» и другими.
Я. Киршен говорил, что его карикатуры предназначены для того, чтобы рассмешить людей, заставить их отказаться от своего (внутреннего) охранника и видеть вещи так, как это делает карикатурист. В одном из интервью он определил свою цель как попытку «соблазнить, а не обидеть».
В начале 1980-х годов Я. Киршен создал компанию LKP Ltd., специализировавшуюся на создании компьютерных игр и оказывавшую услуги в этой сфере другим компаниям в Израиле и США. Деятельности его компании был посвящены статьи в газетах NY Times, LA Times, и других. Героями этих компьютерных игр стали, в том числе, и персонажи комикса «Dry Bones».
В 1993 году Я. Киршен опубликовал графическую новеллу «Деревья» («The Green Testament»), в которой средствами комикса рассказал историю еврейского народа и Эрец-Исраэль с точки зрения её деревьев. Книга была издана тиражом в 40 000 экземпляров и пользовалась большим спросом. Следующие издания по каким-то причинам не состоялись, новелла стала уже «легендарной», и в 2011 году Я. Киршен решил сделать доступной её электронную версию на своём интернет-сайте.
В 2005 году Я. Киршен создал свой ставший известным и получивший высокие оценки ежедневно обновляемый «Dry Bones Blog».
В 2009 году по инициативе Йельского университета Я. Киршен начал сотрудничать с проектом «Инициатива по междисциплинарному изучению антисемитизма и расизма» университета в качестве приглашённого исследователя — деятеля искусства.
В 2010 году Йельский университет опубликовал предварительные результаты исследования Я. Киршена в рабочем документе, озаглавленном «Меметика и вирусное распространение антисемитизма с помощью „кодированных изображений“ в политических карикатурах». Он определил антисемитизм как поведенческий вирус, выделил три его штамма и привёл примеры его использования тоталитарными движениями в своих попытках покорить Запад.
В том же году он представил свои выводы в презентации под названием «Секретные коды, скрытые войны». Я. Киршен рассматривал описываемую им «скрытую войну» как войну против свободного и демократического общества, а «секретные коды» — как кодифицированные и вирусно распространяемые антиеврейские наветы, используемые в этой войне. Он считал, что, как и «красные пятна на коже больного ребёнка», наличие этих кодов в политической карикатуре следует рассматривать как симптомы более глубокой болезни, с которой демократическое общество должно бороться в целях его самозащиты. В 2011 году Я. Киршен представил свою работу на Конференции президентов крупнейших еврейских организаций в Иерусалиме.
Новой его инициативой стал «Проект 3500» («Китайский проект») цель которого — познакомить с еврейской и израильской историей новую аудиторию: тех, кто «говорит как на китайском языке, так и на языке битов данных».
Скончался 14 апреля 2025 года.

## Награды, признание
- Я. Киршен — член Национального общества карикатуристов США и Общества карикатуристов Израиля[2].
- «Dry Bones Blog» Я. Киршена неоднократно признавался лучшим в еврейско-израильской блогосфере (JIB), а также как лучший блог в таких категориях как «еврейский блог», «еврейский юмор», «политика и актуалии», «еврейская культура», «защита израильской позиции в мире»[2].
- В 2012 году, по совокупности своих работ, Я. Киршен был награждён премией «Золотой карандаш» за 2011 год израильским Музеем карикатуры и комиксов[2][4][9].